# Università di Syracuse
L'Università di Syracuse è un'università privata statunitense situata a Syracuse, nello Stato di New York.

## Descrizione
L'università ha sede in un campus caratterizzato dalla notevole varietà di stile architettonico dei suoi edifici (dal Neoclassico fino a linee più moderne). All'interno del campus si trovano inoltre un hotel e un campo da golf; tra gli altri immobili di pertinenza si ricorda un centro conferenze di 121.000 m² nei Monti Adirondack.

## Storia
Fondata ufficialmente nel 1870 durante la presidenza di Ulysses S. Grant, in realtà l'inizio delle sue attività è datato al 1832, quando fu creato il seminario metodista Genesee Wesley. I programmi di studio dell'Università di Syracuse spaziano nell'ambito degli affari pubblici, della comunicazione, della scrittura creativa, dell'architettura e dell'informazione.
L'università nell'anno accademico 2005-06 contava poco meno di 19.000 studenti iscritti.
A Villa Rossa, in piazza Savonarola a Firenze esiste una sede distaccata della Syracuse.

## Cronologia riassuntiva
- 1832 - Viene fondato il seminario Genesee Wesley; conferenza a Lima (New York), nel sud di Rochester.
- 1849 - Il seminario istituisce il College Genesee.

## Rettori
- 1871-1872 Rev. Daniel Steele
- 1872-1874 Alexander Winchell
- 1874-1880 Rev. Erastus O. Haven
- 1880-1881 John R. French
- 1881-1893 Rev. Charles Sims
- 1893-1922 James Roscoe Day
- 1922-1936 Charles Wesley Flint
- 1936-1942 William Pratt Graham
- 1942-1969 William Pearson Tolley
- 1969-1971 John E. Corbally
- 1971-1991 Melvin A. Eggers
- 1991-2004 Kenneth A. Shaw
- 2004-2014 Nancy Cantor
- 2014-oggi Kent D. Syverud

## Sport
L'Università di Syracuse è nota anche per l'attività sportiva delle sue squadre; il soprannome delle sue compagini è Orangemen, spesso abbreviato in Orange, e le divise sono di colore arancione con bordi bianchi e blu. L'università fa parte della NCAA Division I ed è affiliata all'Atlantic Coast Conference. Il football americano e la pallacanestro sono i due sport più popolari. La squadra di basket ha vinto il campionato NCAA nel 2003, trascinata dal talento di Carmelo Anthony e dallo storico coach Jim Boheim, che allena gli Orange da più di venti anni. La squadra gioca le proprie partite casalinghe al Carrier Dome dove è seguita in media da oltre 30.000 spettatori, facendo così dell'Unviersità di Syracuse il college con più pubblico dell'intero panorama NCAA.